# Lam Wai
Lam Wai (chiń. trad. 林瑋; pinyin Lín Wěi: ur. 1 listopada 1990) – lekkoatleta z Hongkongu specjalizujący się w pchnięciu kulą i rzucie młotem.
Medalista mistrzostw Hongkongu oraz otwartych mistrzostw Tajwanu.

## Osiągnięcia
| Rok  | Impreza                  | Miejsce  | Konkurencja    | Lokata      | Wynik |
| ---- | ------------------------ | -------- | -------------- | ----------- | ----- |
| 2009 | Mistrzostwa Azji         | Kanton   | rzut młotem    | 13. miejsce | 52,08 |
| 2009 | Igrzyska Azji Wschodniej | Hongkong | pchnięcie kulą | 7. miejsce  | 13,49 |
| 2009 | Igrzyska Azji Wschodniej | Hongkong | rzut młotem    | 5. miejsce  | 51,90 |
| 2013 | Mistrzostwa Azji         | Pune     | rzut młotem    | 9. miejsce  | 63,87 |
| 2015 | Mistrzostwa Azji         | Wuhan    | rzut młotem    | 12. miejsce | 55,03 |

## Rekordy życiowe
- Pchnięcie kulą – 13,75 (2009) rekord Hongkongu juniorów.
- Rzut młotem – 65,14 (2015) były rekord Hongkongu.